# Wittenoorlog

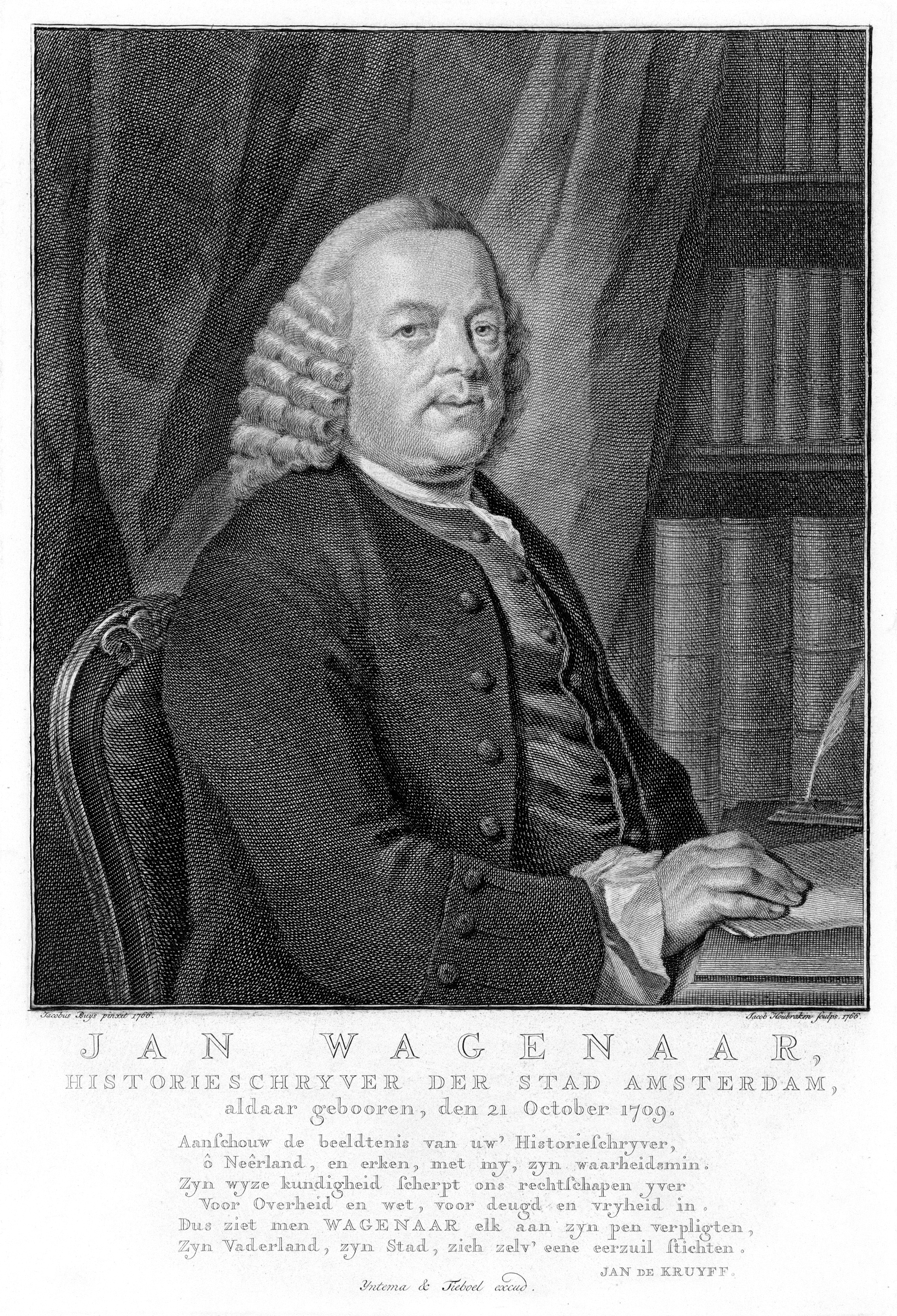
Jan Wagenaar, een van de felste voorstanders van Johan de Witt gedurende de Wittenoorlog. Portret door Jacobus Buys

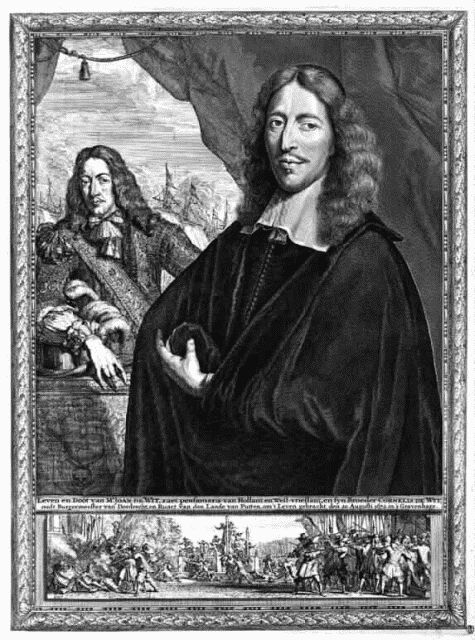
De lijdende voorwerpen in de Wittenoorlog: Johan de Witt met op de achtergrond zijn broer Cornelis.

De Wittenoorlog was een felle pennenstrijd met pamfletten in 1757, die ruim zeventig titels zou gaan tellen. Inzet was de betekenis van Johan de Witt voor de Republiek der Zeven Verenigde Nederlanden. De Loevesteinse en orangistische versies stonden daarbij lijnrecht tegenover elkaar, als goed tegen kwaad. De indertijd bekende historicus Jan Wagenaar steunde de politiek van Johan de Witt. Zijn grote tegenstrever was de rechtsgeleerde, publicist en boekverkoper Elie Luzac.
Volgens Pieter Geijl, die in 1953 de Wittenoorlog beschreef, was de discussie over de rol van De Witt een afgeleide van een dieperliggende polemiek, namelijk de beoordeling van het staatsherstel van de Republiek vanaf het herstel van het stadhouderschap in 1748. Dat jaar hadden de Franse legers militaire successen geboekt bij een aanval op de Oostenrijkse Nederlanden. Om die reden waren er in de Republiek onder de bevolking opstanden uitgebroken en net als in 1672 werden na een Franse invasie staatsgezinde regenten vervangen door orangistische. De rol van het eenhoofdige gezag van de stadhouder werd daarop de inzet van een publieke discussie.
De Wittenoorlog richtte zich er vooral op of De Witt nu echt zo 'schrander' en 'wijs' was geweest en of hij er goed aan gedaan had om prins Willem III van Oranje buiten de politiek te houden door hem niet te willen aanstellen als stadhouder. Daarnaast speelde op wiens initiatief de Akte van Seclusie was opgesteld. Kwam dat van Oliver Cromwell af, zoals De Witt altijd beweerd had, of was het zijn eigen voorstel. In mindere mate ging de pennenstrijd ook om Cornelis de Witt, de oudere broer van Johan. Deze werd door zijn tegenstanders vooral op zijn karakter aangevallen. Ten slotte vroeg men zich af of het opstellen van de Triple Alliantie een goed besluit was geweest.
Het startschot voor de Wittenoorlog werd gegeven door de orangist Pieter le Clerq, die Wagenaar fel aanviel. Deze laatste had in zijn in 1749 gestarte serie 'Vaderlandsche historie' over de aanstelling van Johan de Witt tot raadpensionaris van Holland het volgende geschreven:
 ... thans nog geene volle agtentwintig jaaren, doch hy verwierf zig haast zo veele agting, dat hy van sommigen de wysheid van Holland genoemd wordt". 
 "Zyn vlug verstand, vaardig oordeel, innemende welsprekendheid, ongemeene schranderheid in 't uitvorschen van geheimen, en groote ervaarnis in zaaken van Staat en Regeering hadden hem al lang doen aanzien voor het orakel der hooge staatsvergaderingen". "... een Hollander in zyn hart; die geen schaduw, geen zweemsel vertoont van een Franschman.— Wagenaar, Vaderlandsche historie
De kritiek van Le Clerq riep weer tegenreacties op, die op hun beurt weer tot nieuwe pamfletten leidden die het tegendeel beweerden. Persoonlijke aanvallen werden daarbij niet geschuwd. Wagenaar bijvoorbeeld diende Le Clerq aldus van repliek: "zyne domheid is 's lands historie zo duidelyk, dat de kronykschrijvers in de Almanach schier meer belezenheid tonen dan hy".
Luzac speelde als hij het over Wagenaar had ook op de man: "Wat valt er nu te zwetsen van eenen grooten pensionaris, van een edel beeld, van een regtschapen Hollander, van een Hollander in zyn hart?". En over Johan de Witt: "Zekerlyk is het gebrek van politie geweest, onvoorzichtigheid, styfzinnigheid, dat De Witt zo sterk heeft doen yveren tegen den Prins."
Eind 1757 stierf de Wittenoorlog een zachte dood. De strijdpunten waren echter niet beslecht.